# 장둥구
장둥구(한국어: 강동구, 중국어: 江东区, 병음: Jiāngdōng Qū)는 중화인민공화국 저장성 닝보시의 현급 행정구역이다. 넓이는 38km2이고, 인구는 2007년 기준으로 270,000명이다.

## 행정 구역
7개 가도를 관할한다.
- 가도: 百丈街道, 福明街道, 东柳街道, 东胜街道, 明楼街道, 东郊街道, 白鹤街道.